# Izotges
Izotges är en kommun i departementet Gers i regionen Occitanien i sydvästra Frankrike. Kommunen ligger i kantonen Plaisance som tillhör arrondissementet Mirande. År 2022 hade Izotges 86 invånare.

## Befolkningsutveckling
Antalet invånare i kommunen Izotges
Referens:INSEE